# Kabellængde
Kabellængde er et gammelt dansk længdemål. En kabellængde = 100 favne = 188,312 meter.
Denne længde ændredes, da det i 1907 bestemtes med meterloven, at en kabellængde skulle svare til 1/10 sømil = 185,2 meter.
En engelsk kabellængde (Cable length) = 120 fathoms = 240 yards = ca. 219 meter.